# 伊格纳茨·塞佩尔
伊格纳茨·塞佩尔（德語：Ignaz Seipel，1876年7月19日—1932年8月2日），奥地利天主教神父、基督教社会党政要。他于1921年至1930年间担任党主席，并在1922年至1924年及1926年至1929年两度成为奥地利总理。塞佩尔在任期间主持了国家财政的重组，他通过1929年联邦宪法修正案的实施，加强了联邦总统在国家事务中的影响力。塞佩尔作为右翼保守主义人士，历来反对社会民主党以及奥地利马克思主义在国内的传播。